# 남구미 나들목
남구미 나들목(S.Gumi IC)은 경상북도 구미시 오태동에 설치된 경부고속도로의 20번 교차로이다. 1970년 7월 7일 경부고속도로 전 구간 개통할 당시에는 없었던 나들목이며, 구미산업단지가 조성되면서 이 공단으로 물량 수송을 분산처리하기 위해 1978년 5월에 착공하여 1979년 6월 1일에 개통되었다. 개통 당시 명칭은 낙동 나들목이었다. 구미산업단지로 갈 수 있다.

## 연혁
- 1978년 5월 : 나들목 착공[1]
- 1979년 6월 1일 : 서울 기점 260.1km 위치에 낙동 나들목이라는 명칭으로 개통[1]

## 구조물 정보
- 위치: 경상북도 구미시 오태동
- 영업소: 경상북도 구미시 경부고속도로 168 (오태동)

## 접속하는 도로
- 낙동강변로

## 교통량 정보
| 요금소          | 통행량 (대/일) | 통행량 (대/일) | 통행량 (대/일) | 통행량 (대/일) | 통행량 (대/일) | 통행량 (대/일) | 통행량 (대/일) | 통행량 (대/일) | 통행량 (대/일) | 통행량 (대/일) | 각주  |
| 요금소          | 2001년         | 2002년         | 2003년         | 2004년         | 2005년         | 2006년         | 2007년         | 2008년         | 2009년         | 2010년         | 각주  |
| --------------- | -------------- | -------------- | -------------- | -------------- | -------------- | -------------- | -------------- | -------------- | -------------- | -------------- | ----- |
| 남구미 (폐쇄식) | 7,698          | 8,377          | 8,667          | 10,775         | 11,914         | 11,961         | 10,839         | 10,023         | 10,173         | 10,808         | [ 2 ] |
| 요금소          | 2011년         | 2012년         | 2013년         | 2014년         | 2015년         | 2016년         | 2017년         | 2018년         | 2019년         |                | [ 2 ] |
| 남구미 (폐쇄식) | 11,206         | 10,653         | 11,147         | 11,488         | 11,882         | 11,958         | 11,935         | 11,503         | 11,405         |                | [ 2 ] |